# Rovke
Rovke (Soricidae), porodica malenih sisavaca iz reda kukcojeda (Insectivora). Rovke su predatori koje znanstvenici opisuju kao vječno gladne ubojice koje su neprekidno u potrazi za hranom, a u najmanju ruku dnevno mora pojesti 80–90% svoje težine (šumska rovka), ali neke i daleko više. Na jelovniku ovih predatora najčešće su kukci i kolutićavci, a neke vrste ubijaju čak i zmije. Aktivne su i danju i noću (ovisno o vrsti, a neke su se prilagodile i životu i lovu u vodi.
Rovke su mišolikog oblika pekrivenog baršunastom sivo-smeđom dlakom, zajedničko im je obilježje uz ubrzani metabolizam izdužena pokretna i osjetljiva njuška, kratke nožice, sitne oči, i slabo obrasli rep.
Rovke su raširene širom svijeta a jedino im domovina nije Nova Gvineja, Australija, Novi Zeland, kao i područje Južne Amerike gdje su tek u relativno skorije vrijeme imigrirale. 
Na području Hrvatske najvažnije su šumska (Sorex araneus) i poljska rovka (Crocidura suaveolens). jedna od najmanjih rovki je sredozemna rovka (Suncus etruscus), svega 4 cm bez repa, raširena uz Sredozemno more, na Arapskom poluotoku, u Maloj Aziji i Aziji. najmanje među njima teške su svega 2 do 3 grama.

## Rodovi:
- Anourosorex
- Blarina
- Blarinella
- Chimarrogale
- Chodsigoa
- Congosorex
- Crocidura
- Cryptotis
- Diplomesodon
- Episoriculus
- Feroculus
- Megasorex
- Myosorex
- Nectogale
- Neomys
- Nesiotites
- Notiosorex
- Paracrocidura
- Ruwenzorisorex
- Scutisorex
- Solisorex
- Sorex
- Soriculus
- Suncus
- Surdisorex
- Sylvisorex

Izvori za rodove